# Geisela Reinhardt
Geisela Reinhardt (* 1964 in Verviers) ist ein französischer Musiker (Gitarre) des Gypsy Jazz.

## Leben und Wirken
Reinhardt, der als Gitarrist Autodidakt ist, stammt aus einer Musikerfamilie. Erstmals trat er mit 17 Jahren öffentlich auf, als er mit Titi Winterstein und Lulu Reinhardt auf einem Festival in München gastierte, gefolgt von zahlreichen Auftritten des Trios in Deutschland, der Schweiz, Italien und Frankreich. Er arbeitet regelmäßig mit seiner Formation Pouro Sinto sowie mit Wedeli Köhler und Timbo Mehrstein. Sein Spiel steht stilistisch in der Tradition Django Reinhardts, mit Einflüssen von Wes Montgomery und Joe Pass.

## Diskographische Hinweise
- Titi Winterstein: Djinee – Tu Kowa Ziro (Erinnerst Du Dich an die Zeit) (Boulevard Records, 1985), mit Klaus Bruder, Peter Gropp, Lulu Reinhardt, Ziroli Winterstein, Holzmanno Winterstein
- Titi Winterstein Quintett: Live mit Vanessa & Sorba (Boulevard Records, 1987), außerdem mit Vanessa Merstein, Sorba Kwiatkowski
- Timbo Mehrstein Gypsy Jazz Ensemble: Maré Tchavengé (EMD)